# Bisbat de Bubanza
El bisbat de Bubanza (francès: Diòcese de Bubanza); llatí:  Dioecesis Bubantina) és una seu de l'Església catòlica a Burundi, sufragània de l'arquebisbat de Bujumbura.
Al 2018 tenia 434.490 batejats d'un total de 785.993 habitants. Actualment està regida pel bisbe Jean Ntagwarara.

## Territori
La diòcesi comprèn les províncies de Bubanza i Cibitoke a Burundi.
La seu episcopal és la ciutat de Bubanza, on es troba la catedral de Crist Rei
El territori s'estén sobre 2.700 km² i està dividit en 13 parròquies

## Història
La diòcesi va ser erigida el 7 de juny de 1980 en virtut de la butlla Venerabilibus Fratribus del papa Joan Pau II, prenent el territori de la diòcesi de Bujumbura (avui arxidiòcesi).
Originalment sufragània de l'arxidiòcesi de Gitega, el 25 de novembre de 2006 va passar a formar part de la província eclesiàstica de l'arxidiòcesi de Bujumbura.

## Cronologia episcopal
- Evariste Ngoyagoye (7 de juny de 1980 - 21 d'abril de 1997 nomenat bisbe de Bujumbura)
- Jean Ntagwarara, des del 24 d'octubre de 1997

## Estadístiques
A finals del 2018, la diòcesi tenia 434.490 batejats sobre una població de 785.993 persones, equivalent al 55,3% del total.
| any  | població | població | població | sacerdots | sacerdots       | sacerdots       | sacerdots             | diàques | religiosos | religiosos | parroquies |
| ---- | -------- | -------- | -------- | --------- | --------------- | --------------- | --------------------- | ------- | ---------- | ---------- | ---------- |
| any  | batejats | total    | %        | total     | clergat secular | clergat regular | batejats por sacerdot | diàques | homes      | dones      |            |
| 1990 | 226.337  | 450.000  | 50,3     | 17        | 14              | 3               | 13.313                |         | 12         | 48         | 8          |
| 1999 | 237.945  | 505.906  | 47,0     | 7         | 7               |                 | 33.992                |         | 19         | 4          | 8          |
| 2000 | 246.792  | 523.329  | 47,2     | 14        | 14              |                 | 17.628                |         | 4          | 25         | 8          |
| 2001 | 253.288  | 531.097  | 47,7     | 17        | 17              |                 | 14.899                |         | 3          | 29         | 8          |
| 2002 | 263.257  | 555.494  | 47,4     | 18        | 18              |                 | 14.625                |         | 4          | 35         | 8          |
| 2003 | 273.120  | 575.926  | 47,4     | 21        | 21              |                 | 13.005                |         | 6          | 39         | 8          |
| 2004 | 331.904  | 632.218  | 52,5     | 23        | 23              |                 | 14.430                |         | 6          | 39         | 8          |
| 2006 | 397.098  | 681.994  | 58,2     | 23        | 23              |                 | 17.265                |         | 5          | 41         | 8          |
| 2012 | 418.355  | 728.922  | 57,4     | 34        | 34              |                 | 12.304                |         | 6          | 42         | 11         |
| 2015 | 423.454  | 746.677  | 56,7     | 41        | 41              |                 | 10.328                |         | 6          | 55         | 12         |
| 2018 | 434.490  | 785.993  | 55,3     | 48        | 48              |                 | 9.051                 |         | 7          | 51         | 13         |